# Chung Hae-won
Chung Hae-won (* 1. Juli 1959; † 1. Mai 2020) war ein südkoreanischer Fußballspieler und -trainer.

## Karriere

### Klub
Nach seiner Zeit bei der Mannschaft der Yonsei University wechselte Chung Anfang 1983 zu den Daewoo Royals, wo er auch über seine komplette Karriere lang verblieb und hier nach der Saison 1991 diese beendete.

### Nationalmannschaft
Erste Einsätze für die südkoreanische Nationalmannschaft bekam er ab dem Jahr 1980, als er auch bei der Asienmeisterschaft 1980 mit seinem Team das Finale erreichte und hier mit 0:3 gegen Kuwait unterlag. Danach war er auch Teil des Kaders bei den Olympischen Spielen 1988 und kam in einem Spiel zum Einsatz. Im selben Jahr war er auch bei der Asienmeisterschaft 1988 aktiv, wo er zwei Tore für seine Mannschaft beisteuerte. Nach der Qualifikation für die Weltmeisterschaft 1990 kam er auch hier bei der Endrunde in zwei Spielen zum Einsatz. Danach beendete er seine Karriere im Nationaldress.

### Trainer
In der Saison 1994 fungierte er nochmal als Co-Trainer seines letzten Klubs, der Daewoo Royals. Hiernach wirkte er auf gleicher Position nochmal bei den Chunnam Dragons. Später war er im Jahr 2008 nochmal als Scout für Incheon United aktiv und arbeitete bis kurz vor seinem Tod noch als Technischer Mitarbeiter für die Nationalmannschaft.